# پیز آلبانا
پیز آلبانا (به لاتین: Piz Albana) یک کوه در سوئیس است که در کانتون گراوبوندن واقع شده‌است. پیز آلبانا ۳٬۱۰۰ متر بالاتر از سطح دریا واقع شده‌است.